# FCI Levadia Tallinn
El Mittetulundusühing Spordiklubi Football Club Levadia Tallinn (en español: Organización Sin Fines de Lucro Club de Deportes Levadia de Tallin Fútbol Club) es un club de fútbol ubicado en Tallin, Estonia. Juega en la Meistriliiga, máxima categoría nacional.
Fue fundado en 1998 después de que la siderúrgica Levadia comprase un equipo ya existente de Maardu, ciudad en la que estaría establecido hasta que en 2004 lo trasladaron a la capital. En 1999 se convirtió en el primer club europeo que conseguía un triplete en su debut en la máxima categoría. Desde entonces, el Levadia ha sido uno de los clubes más potentes de Estonia junto al Flora Tallin, con un total de once campeonatos de liga y otros once de la Copa de Estonia.

## Historia
El actual FCI Levadia fue fundado el 22 de octubre de 1998 sobre la base de un club anterior, el FC Olümpia de Maardu, que había sido fundado en 1991 y que en aquella época militaba en la Esiliiga (segunda división). A partir de la temporada 1998 la compañía siderúrgica Levadia, propiedad del empresario Viktor Levada, llegó a un acuerdo de patrocinio y el equipo fue renombrado como Levadia Maardu, consiguiendo el ascenso a la Meistriliiga sin perder un solo partido.
De cara al debut en la temporada 1999, el Levadia se fusionó con el vigente subcampeón de liga, el Tallinna Sadam, para crear un equipo competitivo en el plano nacional desde el principio. Gracias a la nueva plantilla y a la dirección del exjugador Sergei Ratnikov, la entidad obtuvo un triplete de Liga, Copa y Supercopa en su primer año en la élite, siendo el primer equipo de Europa que conseguía algo así.
A comienzos de los años 2000, Viktor Levada adquirió los derechos del KSK Vigri Tartu para reconvertirlo en el FC Maardu, que debutaría en la Meistriliiga en 2001 como Levadia Tallinn. Entre tanto, el equipo original mantuvo su localía en Maardu, a 16 km de distancia, y hubo otra franquicia de Levadia en Pärnu con menor duración (2000-2002). A pesar del evidente vínculo entre los clubes, ambos compitieron con diferente registro legal durante tres temporadas, e incluso disputaron la final de copa de 2002 con victoria del filial. La situación se resolvió en 2004: el Levadia Maardu absorbió definitivamente al Levadia Tallinn, trasladó su sede a la capital y adoptó el nuevo nombre.
La llegada en 2003 del técnico Tarmo Rüütli convirtió al Levadia en una potencia del fútbol estonio. En las seis temporadas que permaneció al mando, el equipo ganó tres ligas (2004, 2006, 2007), tres copas y disputó varias competiciones europeas sin superar las fases eliminatorias. Cuando Rüütli asumió el seleccionado nacional fue reemplazado por su ayudante Igor Prins, ganador de otras dos ligas (2008 y 2009) y la Copa de Estonia de 2010. A pesar de una crisis de resultados posterior, la entidad retomó el rumbo bajo la dirección de Marko Kristal con dos nuevas Meistriliigas en 2013 y 2014.
En 2017 el Levadia llegó a un acuerdo para absorber el FC Infonet, campeón nacional en 2016, por lo que el equipo pasaba a llamarse FCI Levadia Tallinn.

## Uniforme
- Uniforme titular: Camiseta verde, pantalón blanco, medias blancas.
- Uniforme alternativo: Camiseta blanca, pantalón negro, medias negras.
- Tercer uniforme: Camiseta, pantalón y medias negras.

## Estadio

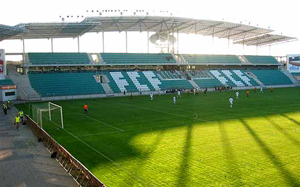
Lilleküla Stadium

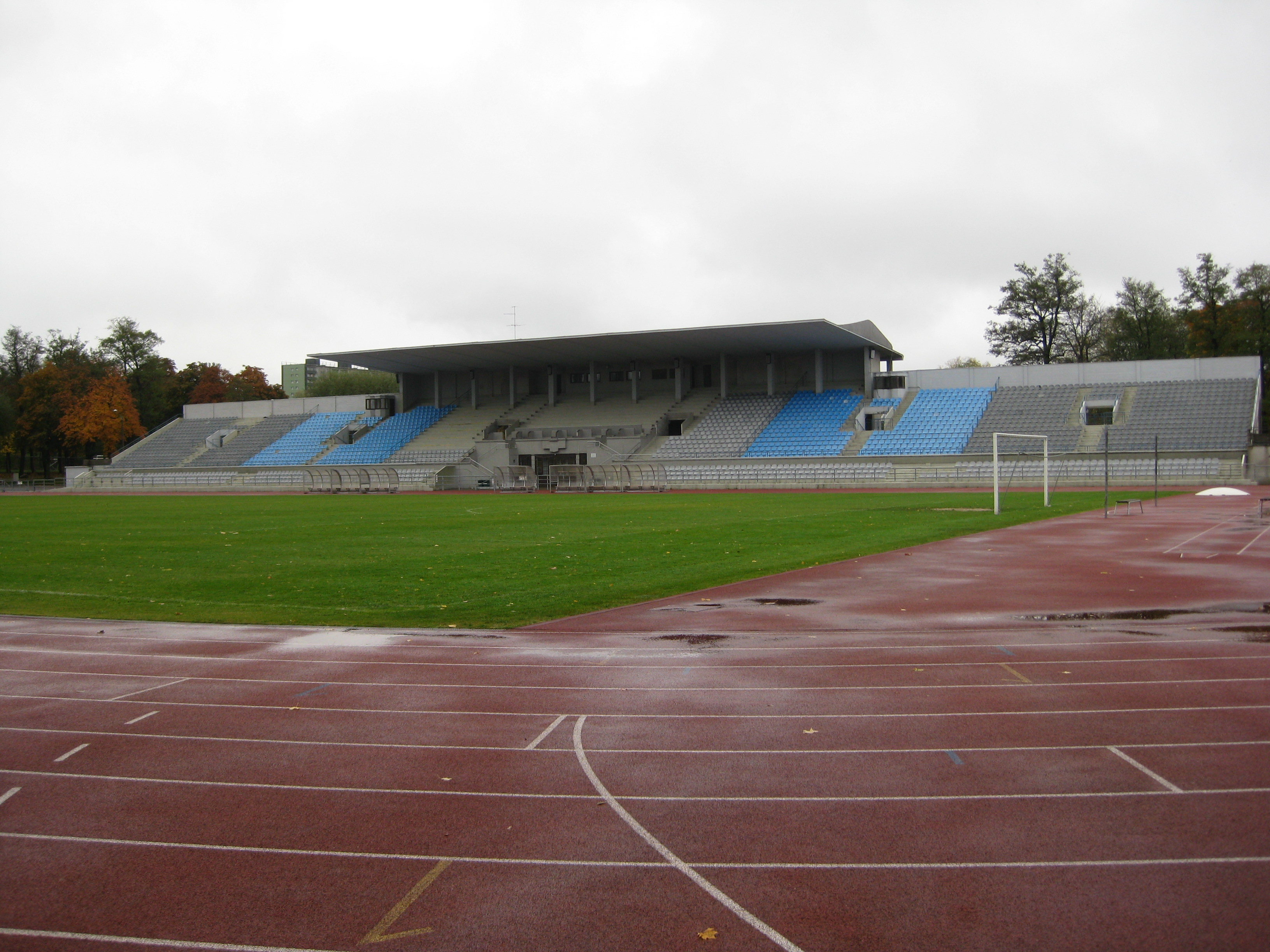
Grada del estadio Kadriorg.

Hasta el 2018 el FCI Levadia disputa sus partidos como local en el estadio Kadriorg, con capacidad para 5000 espectadores y césped artificial. Construido en 1924 cerca del palacio Kadriorg, fue durante más de siete décadas el principal campo de fútbol de Tallin. Hoy en día lo comparte con otro de los equipos de la capital, el Nõmme Kalju. Actualmente su sede principal es el A. Le Coq Arena, el estadio de Fútbol más grande de Estonia

## Palmarés
- Meistriliiga (11):

1999, 2000, 2004, 2006, 2007, 2008, 2009, 2013, 2014, 2021, 2024
- Copa de Estonia (11):

1999, 2000, 2004, 2005, 2007, 2010, 2012, 2014, 2018, 2021, 2024
- Supercopa de Estonia (9):

1999, 2000, 2001, 2010, 2013, 2015, 2018, 2022, 2025

## Participación en competiciones europeas
| Temporada | Torneo                        | Ronda            | Club                | Marcador      |
| --------- | ----------------------------- | ---------------- | ------------------- | ------------- |
| 1999/00   | UEFA Cup                      | Clasificatoria 1 | FC Steaua Bucureşti | 0-3 - 1-4     |
| 2000/01   | Champions League              | Clasificatoria 1 | The New Saints FC   | 2-2 - 4-0     |
| 2000/01   | Champions League              | Clasificatoria 2 | Shakhtar Donetsk    | 1-4 - 1-5     |
| 2001/02   | Champions League              | Clasificatoria 1 | Bohemians           | 0-3 - 0-0     |
| 2002      | Copa Intertoto                | Primera ronda    | UD Leiria           | 3-0 - 1-2     |
| 2002      | Copa Intertoto                | Segunda ronda    | FC Zürich           | 0-1 - 0-0     |
| 2002/03   | UEFA Cup                      | Clasificatoria 1 | Maccabi Tel Aviv    | 0-2 - 0-2     |
| 2003/04   | UEFA Cup                      | Clasificatoria 1 | NK Varteks          | 1-3 - 2-3     |
| 2004/05   | UEFA Cup                      | Clasificatoria 1 | Bohemians           | 0-0 - 3-1     |
| 2004/05   | UEFA Cup                      | Clasificatoria 2 | Bodø/Glimt          | 1-2 - 2-1     |
| 2005/06   | Champions League              | Clasificatoria 1 | Dinamo Tbilisi      | 1-0 - 0-2     |
| 2006/07   | UEFA Cup                      | Clasificatoria 1 | FC Haka             | 2-0 - 0-1     |
| 2006/07   | UEFA Cup                      | Clasificatoria 2 | FC Twente           | 1-1 - 1-0     |
| 2006/07   | UEFA Cup                      | Primera ronda    | Newcastle United FC | 0-1 - 1-2     |
| 2007/08   | Champions League              | Clasificatoria 1 | FK Pobeda           | 1-0 - 0-0     |
| 2007/08   | Champions League              | Clasificatoria 2 | FK Crvena Zvezda    | 0-1 - 2-1     |
| 2008/09   | Champions League              | Clasificatoria 1 | Drogheda United     | 1–2 - 0–1     |
| 2009/10   | Champions League              | Clasificatoria 2 | Wisła Kraków        | 1–1 - 1–0     |
| 2009/10   | Champions League              | Clasificatoria 3 | Debrecen            | 0–1 - 0–1     |
| 2009/10   | Europa League                 | Play-Off         | Galatasaray         | 0–5 - 1–1     |
| 2010/11   | Champions League              | Clasificatoria 2 | Debrecen            | 1–1 - 2–3     |
| 2011/12   | Europa League                 | Clasificatoria 2 | Differdange         | 0–0 - 0–1     |
| 2012/13   | Europa League                 | Clasificatoria 1 | Šiauliai            | 1–0 - 1–2     |
| 2012/13   | Europa League                 | Clasificatoria 2 | Anorthosis          | 1–3 - 0–3     |
| 2013/14   | Europa League                 | Clasificatoria 1 | Bala Town           | 0–1, 3–1      |
| 2013/14   | Europa League                 | Clasificatoria 2 | Pandurii Târgu Jiu  | 0–0, 0–4      |
| 2014/15   | UEFA Champions League         | Clasificatoria 2 | Sparta Prague       | 1–1, 0–7      |
| 2016/17   | Europa League                 | Clasificatoria 1 | HB                  | 1-1, 2-0      |
| 2016/17   | Europa League                 | Clasificatoria 2 | Slavia Praga        | 3-1, 0–2 (a)  |
| 2017/18   | UEFA Europa League            | Clasificatoria 1 | Cork City FC        | 0-2 - 2-4     |
| 2018/19   | UEFA Europa League            | Clasificatoria 1 | Dundalk             | 0-1, 1-2      |
| 2019/20   | UEFA Europa League            | Clasificatoria 1 | Stjarnan            | 3-2, 1-2 (v.) |
| 2020/21   | UEFA Europa League            | Clasificatoria 1 | B36                 | 3–4 (t. s.)   |
| 2021/22   | UEFA Europa Conference League | Clasificatoria 1 | St. Joseph's        | 3–1, 1–1      |
| 2021/22   | UEFA Europa Conference League | Clasificatoria 2 | Dundalk             | 1–2, 2–2      |
| 2022-23   | Champions League              | Ronda Preliminar | Víkingur            | 1-6           |
| 2022-23   | Conference League             | Clasificatoria 2 | Hibernians          | 1-1, 2-3      |
| 2023/24   | UEFA Europa Conference League | Clasificatoria 1 | Zilina              | 1-2, 1-2      |
| 2024/25   | UEFA Conference League        | Clasificatoria 1 | FA Šiauliai         | 0-0, 2-0      |
| 2024/25   | UEFA Conference League        | Clasificatoria 2 | NK Osijek           | 0-1, 1-5      |